# Atdhe Nuhiu
Atdhe Nuhiu (Pristina, 29 luglio 1989) è un ex calciatore kosovaro con cittadinanza albanese, di ruolo attaccante.

## Biografia
Nato a Pristina, nell'allora provincia autonoma jugoslava del Kosovo, crebbe in Austria.

## Carriera

### Club

#### Gli inizi prima al Ried e poi all'Wels
Ha iniziato a giocare a calcio nel Ried in giovanissima età, nel 1999 passa alle giovanili dell'Wels. Ha militato nel Wels per diversi anni, finché nel 2007 è stato aggregato alla prima squadra. In quella stagione, è riuscito a totalizzare ben 11 reti in 30 apparizioni.

#### Austria Kärnten
Dopo la stagione al Wels, quindi, è stato acquistato dall'Austria Kärnten, con cui ha realizzato la prima rete il 25 luglio 2008, contro il LASK, dopo essere subentrato in sostituzione di Manuel Weber a 15 minuti dalla fine della partita.

#### Il prestito al Ried
Dopo la stagione con l'Austria Kärnten, è stato ceduto in prestito al Ried, potendo così debuttare in prima squadra dopo la trafila nelle giovanili.

#### Rapid Vienna

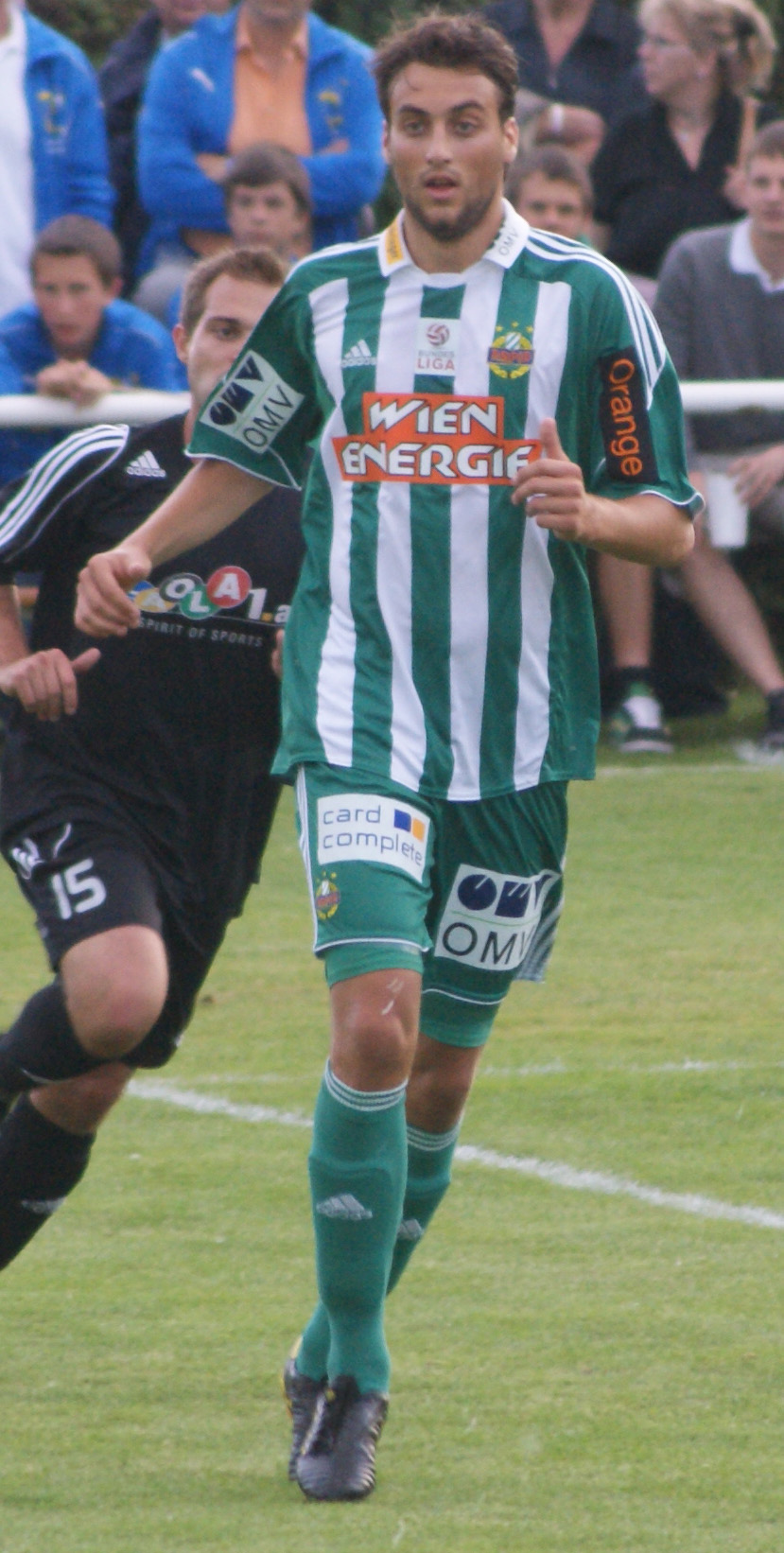
Nuhiu con la maglia del.

L'8 giugno 2010, è stato ufficializzato il suo acquisto da parte del Rapid Vienna. Ha esordito nel campionato 2010-2011 il 22 agosto, nella vittoria casalinga del Rapid Vienna contro il Mattersburg per 2 a 0. La prima rete ufficiale, però, è arrivata nel match di UEFA Europa League contro l'Aston Villa, partita conclusasi col risultato di 1-1. Nella sfida di ritorno, vinta dagli austriaci per 3-2, si è ripetuto segnando nuovamente. Anche grazie ai suoi gol, il Rapid Vienna ha potuto eliminare i Villans per il secondo anno consecutivo.

#### Sheffield Wednesday
Il 26 luglio 2013, una volta scaduto il suo contratto col Rapid Vienna, ha firmato per lo Sheffield Weds, squadre della Championship, la seconda divisione inglese, con la quale firma un contratto triennale, con scadenza il 30 giugno 2016.

### Nazionale
Ha giocato con diverse rappresentative giovanili austriache: tra cui l'Austria under 19, l'Austria under 20 e l'Austria under 21.
Nonostante ciò, ha dichiarato che il suo desiderio non è quello di vestire la maglia della Nazionale austriaca, bensì è quello di giocare per l'Albania.
Il 9 settembre 2009, a testimonianza di questo desiderio, dopo aver segnato una doppietta ai danni dell'Albania under 21, ha deciso di non esultare. Due mesi dopo, ha contribuito con una tripletta al successo della sua squadra sull'Azerbaigian under 21, partita che si è conclusa col risultato di 4-0.
Il 24 marzo 2017, nonostante avesse più volte espresso il proprio desiderio di giocare per la nazionale albanese, Nuhiu accetta la chiamata del CT Albert Bunjaku nella nazionale del Kosovo in occasione della gara di qualificazione al mondiale di Russia 2018 contro l'Islanda, persa in casa per 2-1, nella quale realizza la sua prima rete in nazionale.

## Statistiche

### Presenze e reti nei club
Statistiche aggiornate al 17 dicembre 2016.
| Stagione                   | Squadra                    | Campionato                 | Campionato | Campionato | Coppe nazionali | Coppe nazionali | Coppe nazionali | Coppe continentali | Coppe continentali | Coppe continentali | Altre coppe | Altre coppe | Altre coppe | Totale | Totale |
| Stagione                   | Squadra                    | Comp                       | Pres       | Reti       | Comp            | Pres            | Reti            | Comp               | Pres               | Reti               | Comp        | Pres        | Reti        | Pres   | Reti   |
| -------------------------- | -------------------------- | -------------------------- | ---------- | ---------- | --------------- | --------------- | --------------- | ------------------ | ------------------ | ------------------ | ----------- | ----------- | ----------- | ------ | ------ |
| 2006-2007                  | Wels                       | RLM                        | 21         | 6          | CA              | 0               | 0               | -                  | -                  | -                  | -           | -           | -           | 21     | 6      |
| 2007-2008                  | Wels                       | RLM                        | 30         | 11         | CA              | 0               | 0               | -                  | -                  | -                  | -           | -           | -           | 30     | 11     |
| Totale Wels                | Totale Wels                | Totale Wels                | 51         | 17         |                 | 0               | 0               |                    | -                  | -                  |             | -           | -           | 51     | 17     |
| 2008-2009                  | Austria Kärnten            | BL                         | 18         | 2          | CA              | 2               | 2               | -                  | -                  | -                  | -           | -           | -           | 20     | 4      |
| lug.-ago. 2009             | Austria Kärnten            | BL                         | 3          | 0          | CA              | 1               | 1               | -                  | -                  | -                  | -           | -           | -           | 4      | 1      |
| Totale Austria Kärnten     | Totale Austria Kärnten     | Totale Austria Kärnten     | 21         | 2          |                 | 3               | 3               |                    | -                  | -                  |             | -           | -           | 24     | 5      |
| 2009-2010                  | Ried                       | BL                         | 27         | 6          | CA              | 2               | 0               | -                  | -                  | -                  | -           | -           | -           | 29     | 6      |
| 2010-2011                  | Rapid Vienna               | BL                         | 28         | 5          | CA              | 3               | 1               | UEL                | 8                  | 2                  | -           | -           | -           | 39     | 8      |
| 2011-2012                  | Rapid Vienna               | BL                         | 31         | 8          | CA              | 2               | 1               | -                  | -                  | -                  | -           | -           | -           | 33     | 9      |
| Totale Rapid Vienna        | Totale Rapid Vienna        | Totale Rapid Vienna        | 59         | 13         |                 | 5               | 2               |                    | 8                  | 2                  |             | -           | -           | 72     | 17     |
| 2012-2013                  | Eskişehirspor              | SL                         | 28         | 2          | CT              | 8               | 0               | UEL                | 4                  | 1                  | -           | -           | -           | 40     | 3      |
| 2013-2014                  | Sheffield Weds             | FLC                        | 38         | 8          | FACup+CdL       | 4+1             | 0               | -                  | -                  | -                  | -           | -           | -           | 43     | 8      |
| 2014-2015                  | Sheffield Weds             | FLC                        | 43         | 8          | FACup+CdL       | 1+3             | 1+2             | -                  | -                  | -                  | -           | -           | -           | 47     | 11     |
| 2015-2016                  | Sheffield Weds             | FLC                        | 41+3       | 3+0        | FACup+CdL       | 2+4             | 1+1             | -                  | -                  | -                  | -           | -           | -           | 50     | 5      |
| 2016-2017                  | Sheffield Weds             | FLC                        | 12         | 0          | FACup+CdL       | 0+1             | 0               | -                  | -                  | -                  | -           | -           | -           | 13     | 0      |
| Totale Sheffield Wednesday | Totale Sheffield Wednesday | Totale Sheffield Wednesday | 134+3      | 19+0       |                 | 16              | 5               |                    | -                  | -                  |             | -           | -           | 153    | 24     |
| Totale carriera            | Totale carriera            | Totale carriera            | 320+3      | 59+0       |                 | 34              | 10              |                    | 12                 | 3                  |             | -           | -           | 369    | 72     |

### Cronologia presenze e reti in nazionale
| Cronologia completa delle presenze e delle reti in nazionale ― Kosovo | Cronologia completa delle presenze e delle reti in nazionale ― Kosovo | Cronologia completa delle presenze e delle reti in nazionale ― Kosovo | Cronologia completa delle presenze e delle reti in nazionale ― Kosovo | Cronologia completa delle presenze e delle reti in nazionale ― Kosovo | Cronologia completa delle presenze e delle reti in nazionale ― Kosovo | Cronologia completa delle presenze e delle reti in nazionale ― Kosovo | Cronologia completa delle presenze e delle reti in nazionale ― Kosovo |
| Data                                                                  | Città                                                                 | In casa                                                               | Risultato                                                             | Ospiti                                                                | Competizione                                                          | Reti                                                                  | Note                                                                  |
| --------------------------------------------------------------------- | --------------------------------------------------------------------- | --------------------------------------------------------------------- | --------------------------------------------------------------------- | --------------------------------------------------------------------- | --------------------------------------------------------------------- | --------------------------------------------------------------------- | --------------------------------------------------------------------- |
| 24-3-2017                                                             | Pristina                                                              | Kosovo                                                                | 1 – 2                                                                 | Islanda                                                               | Qual. Mondiali 2018                                                   | 1                                                                     |                                                                       |
| 11-6-2017                                                             | Scutari                                                               | Kosovo                                                                | 1 – 4                                                                 | Turchia                                                               | Qual. Mondiali 2018                                                   | -                                                                     |                                                                       |
| 2-9-2017                                                              | Zagabria                                                              | Croazia                                                               | 1 – 0                                                                 | Kosovo                                                                | Qual. Mondiali 2018                                                   | -                                                                     | 79’                                                                   |
| 5-9-2017                                                              | Scutari                                                               | Kosovo                                                                | 0 – 1                                                                 | Finlandia                                                             | Qual. Mondiali 2018                                                   | -                                                                     |                                                                       |
| 6-10-2017                                                             | Scutari                                                               | Kosovo                                                                | 0 – 2                                                                 | Ucraina                                                               | Qual. Mondiali 2018                                                   | -                                                                     | 70’                                                                   |
| 9-10-2017                                                             | Reykjavík                                                             | Islanda                                                               | 2 – 0                                                                 | Kosovo                                                                | Qual. Mondiali 2018                                                   | -                                                                     | 54’                                                                   |
| 13-11-2017                                                            | Kosovska Mitrovica                                                    | Kosovo                                                                | 4 – 3                                                                 | Lettonia                                                              | Amichevole                                                            | -                                                                     | 75’                                                                   |
| 24-3-2018                                                             | Franconville                                                          | Kosovo                                                                | 1 – 0                                                                 | Madagascar                                                            | Amichevole                                                            | -                                                                     | 63’                                                                   |
| 27-3-2018                                                             | Franconville                                                          | Kosovo                                                                | 2 – 0                                                                 | Burkina Faso                                                          | Amichevole                                                            | -                                                                     | 46’                                                                   |
| 29-5-2018                                                             | Zurigo                                                                | Albania                                                               | 0 – 3                                                                 | Kosovo                                                                | Amichevole                                                            | -                                                                     | 62’                                                                   |
| 10-9-2018                                                             | Pristina                                                              | Kosovo                                                                | 2 – 0                                                                 | Fær Øer                                                               | UEFA Nations League 2018-2019 - 1º Turno                              | 1                                                                     | 62’ 84’                                                               |
| 14-10-2018                                                            | Tórshavn                                                              | Fær Øer                                                               | 1 – 1                                                                 | Kosovo                                                                | UEFA Nations League 2018-2019 - 1º Turno                              | -                                                                     | 88’                                                                   |
| 20-11-2018                                                            | Pristina                                                              | Kosovo                                                                | 4 – 0                                                                 | Azerbaigian                                                           | UEFA Nations League 2018-2019 - 1º turno                              | -                                                                     | 69’                                                                   |
| 21-3-2019                                                             | Pristina                                                              | Kosovo                                                                | 2 – 2                                                                 | Danimarca                                                             | Amichevole                                                            | -                                                                     | 81’ 90+4’                                                             |
| 10-10-2019                                                            | Pristina                                                              | Kosovo                                                                | 1 – 0                                                                 | Gibilterra                                                            | Amichevole                                                            | -                                                                     |                                                                       |
| 14-11-2019                                                            | Plzeň                                                                 | Rep. Ceca                                                             | 2 – 1                                                                 | Kosovo                                                                | Qual. Euro 2020                                                       | 1                                                                     | 32’                                                                   |
| 17-11-2019                                                            | Pristina                                                              | Kosovo                                                                | 0 – 4                                                                 | Inghilterra                                                           | Qual. Euro 2020                                                       | -                                                                     | 82’                                                                   |
| 6-9-2020                                                              | Pristina                                                              | Kosovo                                                                | 1 – 2                                                                 | Grecia                                                                | UEFA Nations League 2020-2021 - 1º turno                              | -                                                                     | 84’                                                                   |
| 8-10-2020                                                             | Skopje                                                                | Macedonia del Nord                                                    | 2 – 1                                                                 | Kosovo                                                                | Qual. Euro 2020                                                       | -                                                                     | 46’                                                                   |
| Totale                                                                |                                                                       | Presenze                                                              | 19                                                                    |                                                                       | Reti                                                                  | 3                                                                     |                                                                       |